# Giorgio Pedrazzi
Giorgio Pedrazzi (Torino, 23 maggio 1935 – Monte Compatri, 3 febbraio 2018) è stato un fumettista italiano.Ha lavorato in Italia per molti editori come Ediperiodici, Eura Editoriale e Comic Art. Ha anche insegnato sceneggiatura per molti anni, diventando tra i pionieri della docenza in materia di fumetti.

## Biografia
Tra il 1968 e il 1969, ispirato dall'attività di disegnatore del fratello Mario, che all'epoca era in forza allo staff grafico degli editori romani Fratelli Spada, inizia a sceneggiare, per conto di questi ultimi, episodi di Uomo mascherato e Mandrake.
L'anno seguente, sempre per i fratelli Spada, crea e sceneggia il supereroe Makabar,disegnato da Felice Mangiarano, nato da un’idea di Eugenio Fiorentini. Successivamente, per differenti editori, scrive i testi di collane a fumetti come Sylvie, Nanette, Loana, Sartana, Trinità e Dakota.
Dal 1972 avvia un'intensa collaborazione con la casa editrice milanese Ediperiodici, dapprima scrivendo storie gangsteristiche per il fumetto Bonnie e poi creando nel 1973, per i disegni di Víctor de la Fuente, il personaggio western di Mortimer. tradotto anche in Francia
Seguiranno vari numeri della collana Maghella(scritta con Furio Arrasich) e numerosi episodi autoconclusivi di Oltretomba, Realtà nera e Provincia segreta.
Dal 1975 pubblica storie senza personaggio fisso, disegnate da vari autori, come gli argentini Gustavo Trigo ed Enrique Breccia, per i settimanali Lanciostory e Skorpio dell'Eura Editoriale.
A partire dal 1982 si occupa delle sceneggiature di testate per adulti dell’editore romano Reflex, tra le quali Canadian Misty, Jugula, Luxuria e Miciolina. Nel 1983 collabora al settimanale Full, edito da Sergio Bonelli Editore, e in seguito alla rivista Tilt.
Insieme a Rinaldo Traini crea Rudy X per la casa editrice Comic Art e coi disegni di Franco Saudelli) e di Cinque anni dopo (disegni dello studio grafico di Alberto Giolitti).
Nel 1989 sceneggia, per le edizioni Star Comics, alcuni episodi della serie umoristica I fantastici 3 Supermen. Dal 1994 ha scritto sceneggiature per il magazine a fumetti Selen.
A lungo docente di sceneggiatura presso la Scuola Internazionale di Comics di Roma, nel 1995 è stato tra i promotori di Utopia Comics Magazine, il primo magazine italiano online dedicato al fumetto. 
Cultore, assieme alla folksinger Graziella Di Prospero, sua compagna di vita, delle tradizioni popolari del Lazio, negli anni Settanta ha fatto parte del “Gruppo di lavoro sulle tradizioni popolari” della Sezione Culturale Centrale del Partito Comunista Italiano; insieme a lei ha lavorato a vari testi sul fumetto e ha scritto i testi per la trasmissione di radio3 del 1977 Sezze - La Passione raccontata dai protagonisti. Religiosità Popolare, Canti e Testimonianze sulla settimana santa.
Nel dicembre 2016 Pedrazzi e il suo personaggio Mortimer sono stati tra i protagonisti del convegno "Tra la via Emilia e il west: il western nel fumetto italiano" organizzato dal Circolo dei lettori in collaborazione con il Dams di Torino.
Nel 2017 Pedrazzi ha organizzato la mostra "Parlano di noi" e, nell'occasione, è uscito anche un libro con lo stesso titolo. 
Luca Boschi ha annunciato la realizzazione di un premio dedicato a Pedrazzi.

## Opere

### Fumetti
Mortimer Il Cacciatore di Taglie
(Da giugno 1973 a maggio 1974)
- 1 Il cacciatore di taglie
- 2 L'uomo di Lawton
- 3 Sfida senza ritorno
- 4 Il venditore di morte
- 5 La mano del cadavere
- 6 Un tranquillo angolo di paura
- 7 Alba di sangue
- 8 Doppio gioco
- 9 Il duro dell'Arizona
- 10 Alzati e spara!
- 11 Per una taglia in più...
- 12 Messicane oro e guai

Collaborazioni
- L’uomo Mascherato - 1967 - Edizioni Fratelli Spada
- Bonnie - 1968 - Ediperiodici
- Makabar - 1970 - Editoriale Italia
- Loana - 1971 - Editoriale Italia
- Sartana (Charity Jonny) 1971 Editoriale Italia
- Oltretomba - 1971 - Ediperiodici
- Montana 1973 - Editoriale Italia
- Mortimer Il cacciatore di taglie - 1973 Ediperiodici
- Maghella- 1974 Ediperiodici
- Karatè - 1975 - Edizioni G. Spada
- Full - Settimanale di fumetti, attualità, spettacolo - 1983 – Sergio Bonelli Editore
- Rambo Adventures - 1986 - Edizioni Marvitt
- I Fantastici 3 Supermen - 1989 - Star Comics (come George Stone)
- Selen - 1994 - Trentini

### Saggistica
- Giorgio Pedrazzi, Giovanni Agliocchi e Laura Bigiarelli, Fumetti fatti. La droga nel mondo dei fumetti, Nuvoloso, 2002, ISBN 9788890541940.
- Cara Isabella. Lettere a un’eroina dei fumetti (con Graziella Di Prospero), edito a cura dell’Associazione Culturale “Nuvoloso”, Albano Laziale (RM), 2004.
- Cara Isabella. Lettere a un'eroina dei fumetti. Volume 2 (con Graziella Di Prospero), edito a cura dell’Associazione Culturale “Nuvoloso”, Albano Laziale (RM), 2013.
- Parlano di noi 1962-1980, edito a cura dell’Associazione Culturale “Nuvoloso”, Albano Laziale (RM), 2016[22].